# 左右田もも
左右田 もも（そうだ もも、3月10日- ）は、日本の漫画家。神奈川県出身。血液型はO型。2009年から小学館の『Sho-Comi』にて執筆中。

## 来歴・人物
2009年、第64回小学館新人コミック大賞の少女・女性部門にて「ガチ恋!!」で佳作を受賞同年、同作が『Sho-Comi』増刊8月15日号にて掲載されデビュー。
デビュー時の審査員は同雑誌漫画家、池山田剛。
本誌初掲載作は、デビュー作から6作目の「あなたの秘密、脱がします♥」。
2010年からは『Sho-Comi』内の企画、「突撃!!コミッ娘チャンネル」でのレポ漫画を隔号で連載を開始し、翌年の『Sho-Comi』24号まで約2年間掲載された。

## 作品一覧

### 連載作品
- 桃色男女ちぇん★ シリーズ（2015年『マンガワン』5月5日 - 2016年10月7日）
- 女子高生から、婚活してます。（2018年『マンガワン』1月4日 - 2019年1月3日）

### 読み切り作品
- ガチ恋!!（2009年『Sho-Comi』増刊8月15日号） - デビュー作
- お触り禁止（2009年『Sho-Comi』増刊12月15日号）
- ダサくてもキミが好き!（2010年『Sho-Comi』増刊2月14日号）
- 恋の催眠術入門♥（2010年『Sho-Comi』増刊4月15日号）
- キレイの魔法（2010年『Sho-Comi』本誌10号・別冊付録）
- あなたの秘密、脱がします♥（2010年『Sho-Comi』本誌15号） - 本誌初掲載作
- 撮っちゃイヤ♥（2010年『Sho-Comi』増刊8月15日号）
- キスしたくなる都市伝説（2010年『Sho-Comi』増刊10月15日号）
- 風紀委員長のMノート♥（『女の子は恋をすると妄想しちゃうんです。』描きおろし）
- 魂恋〜それはタマシイの恋〜（2011年『Sho-Comi』本誌7号）
- オレの秘密を話そうか?〜禁断の男事情〜（2011年『Sho-Comi』増刊6月15日号）
- 恋する乙女のお泊り事情（2011年『Sho-Comi』増刊8月15日号）
- 女の子は一晩で大人になっちゃうんです♥（2011年『Sho-Comi』増刊10月15日号）
- 柚ちゃんチの神様（2011年『Sho-Comi』本誌20号）
- 恋のキセキ（2012年『Sho-Comi』本誌2号）
- アイドルほのかのリア恋事情（2012年『Sho-Comi』増刊2月14日号）
- JK漫画家タマ子の恋愛講座（2012年『Sho-Comi』本誌5号）
- 愛犬は生徒会長（2012年『Sho-Comi』増刊4月15日号）
- チビ恋（2012年『Sho-Comi』本誌11号）
- 禁断のカテキョ事情（2012年『Sho-Comi』増刊8月15日号）
- 秘密の法則（2012年『Sho-Comi』増刊10月15日号）
- いつだって一番そばにいて。（『エッチしちゃうの!?…コイビトだから!』描きおろし）
- シたくなるのは魔法のキス（2013年『Sho-Comi』本誌22号）
- おまえの花園に花咲かせるのは誰なんだよ!?（2014年『Sho-Comi』本誌13号）
- いとしの狼男くん（2015年『Sho-Comi』増刊4月15日号）
- ひみつの狼男くん（2019年『Sho-Comi』本誌13号）
- 食べたいくらいに愛してる（2020年『＆フラワー』7号）

#### ショート作品
- JK漫画家タマ子のリアルライフ（2012年『Sho-Comi』増刊2月14日号）

### レポ漫画
- 桜田通王子への鼻血（2010年『Sho-Comi』2号）
- 米倉涼子様への感動（2010年『Sho-Comi』5号）
- 異様な興奮・護身術体験（2010年『Sho-Comi』7号）
- 命かけました!ロッククライミング体験（2010年『Sho-Comi』9号）
- きらきらネイルサロン（2010年『Sho-Comi』13号）
- 幸せ快感!書道（2010年『Sho-Comi』14号）
- ラブ探求の旅!江ノ島（2010年『Sho-Comi』15号）
- 糖分たっぷり☆おいしいパン作り体験（2010年『Sho-Comi』17号）
- 乙女の憧れ☆バレエ体験教室（2010年『Sho-Comi』19号）
- あわてるな★防災訓練体験（2010年『Sho-Comi』21号）
- ロマンティック!?東京タワー（2011年『Sho-Comi』1号）
- スーパーダイエット!!ボクササイズ（2011年『Sho-Comi』3.4合併号）
- 世界に一つだけのマイグラス☆（2011年『Sho-Comi』6号）
- 萌えキラ☆桐谷美玲ちゃん（2011年『Sho-Comi』8号）
- かわゆく!?自撮り（2011年『Sho-Comi』10号）
- おパンダ様に出会えた!!遠足（2011年『Sho-Comi』12号）
- 萌えだぜ!戦国メイド（2011年『Sho-Comi』14号）
- 幸村さまぁ!ゲーム戦国BASARA（2011年『Sho-Comi』16号）
- 足長!?骨盤矯正（2011年『Sho-Comi』18号）
- 煩悩を打ち落とせ!滝行（2011年『Sho-Comi』20号）
- 煩悩を打ち落とせアゲイン!座禅&写経（2011年『Sho-Comi』21号）
- 涙の最終回歌おう愛の歌を!ゴスペル（2011年『Sho-Comi』24号）

## 刊行作品
- 桃色男女ちぇん★ 全3巻
- 女子高生から、婚活してます。全2巻

### オムニバス作品
- 女の子は恋をすると妄想しちゃうんです。
  - 「風紀委員長のMノート♥」収録
- エッチしちゃうの!?…コイビトだから!
  - 「いつだって一番そばにいて。」収録
- 大好きなカレとハジメテの×××
  - 「恋する乙女のお泊まり事情」収録
- 恋、敏感。
  - 「初熱初カレ初××」収録
- 16歳、はつ恋〜微熱〜
  - 「ネガ×ポジの法則」収録
- 幼なじみはドＳ男子！
  - 「桃色男女ちぇん★　番外編」収録